# ジョーンズ & コリンズ・アストリア・ホット・エイト
ジョーンズ & コリンズ・アストリア・ホット・エイト（the Jones & Collins Astoria Hot Eight）は、アメリカのジャズ・バンドである。

## 概要
ジョーンズ & コリンズ・アストリア・ホット・エイトは、コルネット奏者、リー・コリンズ(Lee Collins)とテナー・サクソフォン奏者、デイヴッド・ジョーンズ(David Jones)に率いられた。このバンドは、アストリア・ガーデンズ(Astoria Gardens)からバンド名を付けた。アストリア・ガーデンズはニューオーリンズにある演奏場所で、このバンドはそこで1928年から1929年まで演奏した。比較的短命なバンドだったが、多くの著名なニューオーリンズ・ジャズの音楽家たちが所属していた。
このバンドはたった1度しか録音しなかった。その録音は、1929年11月15日にニューオーリンズのイタリアン・ホール the Italian Hall で行った。合計4面のアルバムは、これらの活動から発売された。それらは、ビクター・レコード(Victor Records)からA面は「Astoria Strut」でB面は「Duet Stomp」、ブルーバード・レコードからはA面は「Damp Weather」でB面は「Tip Easy Blues」である。

## メンバー
- リー・コリンズ(Lee Collins) - コルネット
- デイヴッド・ジョーンズ(David Jones) - テナー・サクソフォーン
- ナット・ストーリー（英語版） - トロンボーン（上述の録音では演奏していない）
- “ビッグ・アイ”・ルイス・ネルソン・ドリール - クラリネット （上述の録音では演奏していない）
- シドニー・アロディン（英語版） - クラリネット
- セオドール・パーネル(Theodore Purnell) - アルト・サクソフォーン
- ジョセフ・ロビショー（英語版） - ピアノ
- エマニュエル・セイルズ（英語版） - バンジョー
- アル・モーガン(Al Morgan) - コントラバス
- ジョー・ストロード(Joe Strode) - ドラムス

## 参照
- マイク・ヘイゼルダイン Mike Hazeldine, "Jones and Collins Astoria Hot Eight". Grove Jazz online.